# Nairobi City Stadium
Das Nairobi City Stadium ist ein Fußballstadion mit Leichtathletikanlage im Stadtteil Eastleigh der kenianischen Hauptstadt Nairobi.

## Geschichte
Das Nairobi City Stadium wurde in den 1930ern gebaut, gehört zu den ältesten Sportstätten der kenianischen Hauptstadt und trug früher die Namen African Stadium bzw. Donholm Road Stadium. 1958 erhielt das Stadion eine neue Tribüne sowie eine Verbesserung der Sanitäranlagen. Dies wurde mit £ 6.600 durch den African Trust Fund gefördert.
Nach Kenias Unabhängigkeit im Jahre 1963 wurde es in Jogoo Road Stadium umbenannt. Bis in die 1980er Jahre fungierte es als Hauptaustragungsort für Wettkämpfe in Fußball und Leichtathletik, ehe ihm das Nyayo National Stadium sowie später das Moi International Sports Centre diesen Rang abliefen.
Die bedeutendste Leichtathletik-Veranstaltung, die im Nairobi City Stadium abgehalten wurde, war das 1979 zu Ehren des ein Jahr zuvor verstorbenen Jomo Kenyatta abgehaltene Jomo Kenyatta Memorial Meeting, an dem Größen der Szene wie Henry Rono, Alberto Salazar und Edwin Moses teilnahmen.
Mit einer Kapazität von 15.000 Plätzen dient es heute vor allem als Fußball-Spielstätte für mehrere in Nairobi heimische Vereine, unter anderem Gor Mahia FC, der FC Mahakama und die Nairobi City Stars. Im Rahmen der WM 2010 in Südafrika startete die FIFA das Projekt „Football for Africa“ (dt.: Fußball für Afrika), wodurch im Nairobi City Stadium ein neuer Kunstrasen verlegt wurde.